# Megalosauropus brionensis
Megalosauropus brionensis vrsta je teropoda koja pripada rodu Megalosauropus. Pripadnici ove vrste živjeli su prije 130 – 99,7 milijuna godina. Jedini ostatci pronađeni su na rtu Ploće na Brijunima.

## Vanjske poveznice
- †Megalosauropus brionensis Haubold, 1971  Arhivirana inačica izvorne stranice od 15. siječnja 2019. (Wayback Machine), Fossilworks
- Megalosauropus brionensis Haubold, 1971, Global Biodiversity Information Facility
- Megalosauropus brionensis, Mindat.org